# Circolazione atmosferica

Circolazione generale dell'atmosfera terrestre

In meteorologia e climatologia con il termine circolazione atmosferica si intendono tutti quei meccanismi messi in atto dall'atmosfera terrestre (in particolare dalla troposfera) a varie scale spaziali e temporali per riequilibrare i gradienti termico-barici attraverso venti e correnti. Essa comprende una Circolazione Generale a scala planetaria che mira al riequilibrio del gradiente termico polo-equatore ed una Circolazione Secondaria a scala sub-continentale e/o locale.

## Descrizione

### Circolazione generale
Il motore dell'intera circolazione atmosferica è il Sole (forzante esogena) che riscalda la superficie terrestre per irraggiamento con intensità variabile (decrescente) con la latitudine secondo la legge di Lambert causando un gradiente termico tra i poli e l'equatore laddove l'insolazione è rispettivamente minima e massima. Come conseguenza di ciò e della rotazione terrestre il ripristino dell'equilibrio termico planetario latitudinale è affidato alla Circolazione Generale dell'Atmosfera la quale può essere suddivisa in 3 grosse macrocelle di circolazione in maniera simmetrica per ciascun emisfero:
- La Cella di Hadley va dalla fascia equatoriale fino a quella tropicale. È una cella tipicamente convettiva: l'aria si innalza all'equatore in conseguenza del forte riscaldamento e raggiunge i limiti superiori della troposfera ovvero la tropopausa, che alle latitudini equatoriali raggiunge e supera i 12 km di quota. Una volta raffreddata l'aria ridiscende in corrispondenza delle latitudini subtropicali causando subsidenza atmosferica, quindi aree anticicloniche permanenti, quale ad esempio il noto Anticiclone delle Azzorre e l'Anticiclone subtropicale africano, e quell'insieme di fenomeni che danno vita alle zone più secche e desertiche del nostro pianeta. L'aria ridiscesa finisce per convergere nuovamente al suolo verso l'equatore attraverso i venti alisei che spirano da nord-est verso sud-ovest nell'emisfero boreale e da sud-est-verso nord ovest in quello australe. La zona di convergenza degli alisei di ciascun emisfero a ridosso dell'equatore è detta zona di convergenza intertropicale (ITCZ) ed è zona di calme di vento e frequenti episodi di cumulogenesi temporalesca dovuta al sollevamento dell'aria convergente per effetto anche dell'alta umidità e dell'alta temperatura dell'aria dovuta al più forte soleggiamento rispetto alle latitudini tropicali. Nella cella di Hadley altri venti importanti oltre agli alisei sono i monsoni.

- La Cella di Ferrel è la cella che copre la zona temperata ovvero le medie latitudini ed è caratterizzata da un flusso medio di tipo zonale, ovvero da ovest verso est (westerlies) a tutte le quote, come conseguenza della rotazione terrestre e della forza di Coriolis e con una componente media diretta anche verso nord nell'emisfero boreale e verso sud in quello australe.

- La Cella polare interessa i poli fino al circolo polare. È caratterizzata da alta pressione al suolo sul polo come conseguenza dell'aria più fredda in virtù della minore insolazione, la quale genera un flusso al suolo diretto verso sud-ovest (ovvero con componente orientale) nell'emisfero settentrionale e nord-ovest in quello meridionale dove, in corrispondenza del circolo polare, incontra la componente diretta verso nord o verso sud del flusso atmosferico zonale della Cella di Ferrel: nella zona di contatto o convergenza tra masse d'aria a temperatura e umidità diversa provenienti dalle due celle (il cosiddetto fronte polare secondo l'interpretazione della scuola norvegese) si produce ascesa d'aria dando vita a centri di bassa pressione semi-permanenti, come ad esempio la depressione d'Islanda o la depressione delle Aleutine nell'emisfero settentrionale, e dunque cattivo tempo. In particolare la dinamica atmosferica a scala planetaria e sinottica delle medie ed alte latitudini che dà origine a queste situazioni atmosferiche, è ben spiegata dalla teoria fisica più generale e rigorosa delle Onde di Rossby, onde planetarie generate da oscillazioni meridiane del flusso zonale medio che determinano avvezioni di masse d'aria diversa.  Il confine tra cella di Ferrel e Cella Polare è sede proprio di formazione delle Onde di Rossby.

Ognuna di queste celle comunica con la confinante scambiandosi masse d'aria a temperatura e umidità diverse. Nei punti di confine tra le celle si generano a quote intorno ai 5000-7000 m le cosiddette correnti a getto, veri e propri fiumi d'aria ad alta velocità che scorrono in maniera zonale da ovest verso est intorno a tutto il globo (corrente a getto subtropicale e corrente a getto polare), il cui ruolo secondo alcuni sarebbe il trasferimento del calore dall'equatore ai poli alle alte quote. Estensioni e intensità dei flussi d'aria delle varie celle e delle correnti e getto variano con la stagione in virtù del differente gradiente termico polo-equatore maggiore d'inverno rispetto all'estate.

Schema di alta e bassa pressione collegate e della rispettiva circolazione atmosferica associata al di sopra e sotto l'equatore

Dal punto di vista strettamente meteorologico la circolazione generale è inoltre suddivisibile in due principali configurazioni: circolazione antizonale e circolazione zonale. Quando si verifica il primo caso si hanno le condizioni meteorologiche caratterizzate da dinamicità del tempo atmosferico e tendenza alla diminuzione dello squilibrio termico poli-equatore, cioè con scambi meridiani di calore; questo tipo di circolazione è più frequente d'estate e d'inverno. Nel caso di circolazione zonale, invece, essa tende ad essere omogenea e distesa nei paralleli, così come la pressione atmosferica, le temperature e le condizioni meteo: questo tipo di circolazione è invece più frequente nelle stagioni intermedie primavera e autunno.

#### Teleconnessioni atmosferiche
La descrizione sopra fornita in realtà è un modello interpretativo medio del comportamento dell'atmosfera terrestre ovvero una media sul lungo periodo teso ad interpretare il mantenimento di un equilibrio termico minimo tra equatore e polo altrimenti destinati rispettivamente a riscaldarsi e raffreddarsi sempre di più.
Nella realtà a medio-breve scadenza, la circolazione atmosferica terrestre manifesta una sua propria variabilità intrinseca da cui discende la ben nota variabilità meteorologica cui tutti noi quotidianamente assistiamo con presenza di alte e basse pressioni dinamiche. Mentre la cella di Hadley sembra essere a tutti gli effetti una cella di circolazione a sé stante dalle altre e senza grossi sconvolgimenti nel tempo, se non quelli inevitabili di natura stagionale in estensione, la Cella di Ferrel delle medie latitudini è molto più soggetta a variabilità atmosferica in stretta relazione con la Cella Polare. Ad esempio la Depressione d'Islanda è nota per essere un centro semipermanente di bassa pressione, ma solo in senso statistico poiché ad una lettura di una carta meteorologica in un certo istante temporale potrebbe anche non essere presente in virtù della dinamica delle onde di Rossby.
In particolare l'espressione di questa variabilità della Circolazione Atmosferica a varie scale temporali e spaziali è rappresentata dalle cosiddette teleconnessioni atmosferiche, dette anche modi o pattern di variabilità atmosferica, che in alcuni casi possono accoppiarsi con la circolazione oceanica attraverso i venti superficiali.

### Circolazione secondaria

Il Monsone indiano

Una circolazione atmosferica secondaria a quella generale precedentemente descritta, è quella di natura termica che si origina per differenza termica tra continenti ed oceani e dà vita alla circolazione di Walker e a quella tipicamente stagionale dei monsoni, che rientra in parte nell'ambito della variabilità atmosferica tipica delle teleconnessioni stesse, mentre a livello locale una circolazione sempre di origine termica è rappresentata dalle brezze.